# Кутх и мыши
«Кутх и мыши» — рисованный мультфильм 1985 года, который создала режиссёр Оксана Черкасова по мотивам чукотских сказок на Свердловской киностудии по заказу Гостелерадио СССР.

## Сюжет
Однако давно это было. Жил тогда на свете ворон Кутх — хозяин неба был. Долго летал ворон Кутх и устал. Негде и присесть было. Стал ворон думать и решил землю сделать. Из Кутха вышла земля. Опустился Кутх на землю и лёг отдохнуть. Из следов Кутха вышли мыши. Вот радуются мыши: земля большая, места много, хорошо будет жить. Стали мыши плясать, бегать, пищать. И разбудили Кутха. Чихнул он и появились вокруг горы. А мыши всё бегают и пищат. Засыпал Кутх землю снегом. А мыши в снегу дыры прокопали. Стал тогда Кутх огнём и хотел сжечь всё. Но от столкновения огня и снега получилось много воды. И всех мышей вода забрала. Решил Кутх начать всё сначала. Навёл на земле порядок, опустился отдохнуть и оставил следы, а из них вылезли мыши. Кутх закричал: Откуда мыши? А от своих следов куда убежишь.

## Создатели фильма
- Режиссёр — Оксана Черкасова
- Автор сценария — Ирина Глебова (Марголина)
- Оператор — Николай Грибков
- Мультипликаторы: Алексей Караев, Валерий Фомин
- Художники: Валентин Ольшванг, Изольда Солодова, Ирина Климова, Владимир Лукинов, Вячеслав Бурмистров, Ольга Князева, В. Павлов, Наталия Портнова, И. Горбунова, Елена Тедер;
- Музыкальное оформление — солисты ансамбля «Эргырон»
- Звукооператор — Людмила Ерыкалова
- Монтажёр — Лариса Пермякова
- Художественный руководитель — Фёдор Хитрук
- Редактор — И. Богуславский
- Директор картины — Валентина Хижнякова
- Создатели приведены по титрам мультфильма.

## Призы и награды
Мультфильм «Кутх и мыши» был награждён:
- Диплом за лучший дебют Российской анимации[1]

## Отзыв критика
«Кутх и мыши» — космогоническая притча об устройстве Вселенной. Ворон Кутх — владеет миром, от каждого его пера идут нити к рекам, озёрам, горам, людям, зверям. Он правит всем, как в театре марионеток, и только мыши, маленький чукотский «народ», как дети, беспечно резвятся и подгрызают эти нити, связь с ним, с самым главным, поют. Фильм создан в классической целлулоидной мультипликации, как говорила Оксана, «потому что не было мозгов».

Она сделала три фильма по чукотским легендам: «Кутх и мыши», «Бескрылый гусёнок» и «Племянник кукушки». Оксана последовательна в своём творчестве —- популяризации национальной культуры и народных традиций, за что получила Государственную премию России.
— Ирина Марголина «Наши мультфильмы»

## Видео
Мультфильм выпускался на DVD в сборнике мультфильмов «Дедушка Мазай и зайцы» (дистрибьютор «Крупный план»).